# Глибская средняя школа

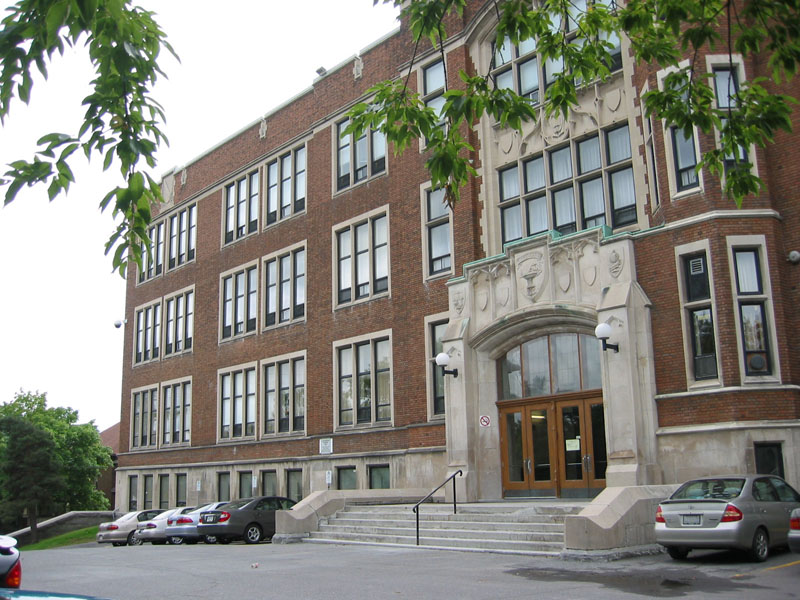
Глибская средняя школа

Глибская средняя школа, англ. Glebe Collegiate Institute — колледж (старшая школа) в районе Глиб г. Оттава, от которого получил своё название. Это крупнейшая из школ школьного округа Оттава-Карлтон.

## Характеристика
К началу 21 в. в нём обучалось около 1500 студентов при 120 преподавателях. Спортивная команда колледжа известна под названием «Грифоны».
Колледж предлагает ряд специализированных программ, в частности, французского погружения, английского языка как второго, для одарённых двуязычных детей. Также имеется специальный центр обучения для детей с особыми потребностями (инвалидов).
Помимо спортивных команд в нескольких видах спорта, которые часто выигрывали призы, а также своего высокого рейтинга успеваемости, гордостью Глибского колледжа-института также является лучшая в городе программа музыкального образования. При колледже функционирует ударный оркестр Offbeat, 5 раз удостаивавшийся премии Gold award.

## История
Изначально Глибская средняя школа была основана как дополнительное помещение для существующей Оттавской средней школы. В 1919 г. был принят закон, согласно которому посещение школы стало обязательным до достижения 16-летнего возраста, что существенно увеличило приток учеников в школы. Оттавский колледж не мог вместить всех желающих в своём здании (там ныне располагается колледж Лисгар) и соорудил новое помещение, которое тогда находилось на окраине города. Занятия в новом здании начались уже в 1922 г., когда здание ещё было недостроенным. Официально школа была открыта в 1923 г.
Ставшее ныне легендарным соперничество между Глибским и Лисгарским колледжами началось вскоре после разделения Оттавского колледжа. В ходе одного из памятных инцидентов, когда в Глибском здании проходил банкет с участием студентов обоих колледжей, они стали забрасывать друг друга едой, и только директор смог остановить драку.

## Известные выпускники
- Аланис Мориссетт, певица, 7 раз получившая премию Грэмми
- Питер Мэнсбридж, ведущий новостей общеканадской программы The National (CBC)
- Дэвид Макгинти, политик